# Antarcticotectus aucklandicus
Antarcticotectus aucklandicus là một loài bọ cánh cứng trong họ Cryptophagidae. Loài này được Brookes miêu tả khoa học năm 1951.